# Lelo Arena
La Lelo Arena (en géorgien : ლელო არენა) est un stade de rugby à XV de 1 750 places situé à Tbilissi, en Géorgie. 

## Histoire
Le stade est inauguré en 2015, en présence du Premier ministre de Géorgie Irakli Garibachvili. Le stade, attribué aux Lelo Saracens Tbilissi, comprend une tribune de 1 750 places autour du terrain principal. Celui-ci est équipé d'un gazon naturel, tandis qu'un terrain d'entraînement en gazon synthétique est aussi présent. Le site comprend aussi des salles de conférence, d'entraînement, de repos, de presse, des salons VIP ainsi que des pièces réservées aux médecins et aux contrôles antidopage. Le complexe a été financé par la fondation Cartu, qui a dépensé 5 640 000 GEL.